# Pascal Demuysere
Pascal Demuysere (Nieuwpoort, 8 september 1961 - De Panne, 20 juni 2021) was een Belgisch zeilwagenracer en politicus.

## Levensloop
Demuysere doorliep zijn humaniora te Poperinge en studeerde vervolgens godsdienstwetenschappen te Leuven. Later volgde hij studies 'zuivere economie' en 'programmeur analist' als vrij student.
Hij werd wereldkampioen in het zeilwagenrijden klasse 2 in 1980 te Oostduinkerke en in 1993 in het Duitse Sankt Peter-Ording. Daarnaast won hij zilver op het WK 1987 in het Britse Lytham St Annes en in 2012  in het Franse Cherrueix. Tevens werd hij vijfmaal Europees kampioen en won hij zevenmaal zilver op een EK. Ook werd hij dertienmaal Belgisch kampioen, zijn eerste titel behaalde hij in 1979.
Zijn dochter Katoo en broers Henri en Yann, alsook hun vader Robert, zijn/waren eveneens actief in het zeilwagenrijden. Naast zijn sportieve activiteiten baatte Demuysere sinds 2012 begrafenisonderneming CURA uit in De Panne en was hij leerkracht godsdienst in het Koninklijk Atheneum van Veurne. Tevens was hij actief als gemeenteraadslid in De Panne voor de lokale partij ACT!E.
In juni 2021 verloor hij zijn strijd tegen kanker. De dagen na zijn dood hingen de vlaggen aan het gemeentehuis van De Panne halfstok.